# Helene Glaue
Helene Glaue (* 27. Januar 1876 in Kassel; † 24. Dezember 1967 in Überlingen) war eine deutsche Pädagogin, Publizistin und Sozialpolitikerin (DDP).

## Leben und Wirken
Helene Bulß war die Tochter des Opernsängers Paul Bulß und dessen Ehefrau Olga Eva Dirut. Sie besuchte das Louisenstift in Niederlößnitz, die höhere Mädchenschule in Berlin und das Institut Chillon bei Montreux. Anschließend wurde sie am Lehrerinnenseminar in Berlin ausgebildet und absolvierte 1895 das Lehrerinnenexamen für höhere Mädchenschulen. Als Pädagogin war sie nur kurze Zeit tätig. Sie heiratete 1898 den Theologen und Kirchenhistoriker Paul Glaue (1872–1944) und wurde Mutter von vier Töchtern. Im Jahr 1911 kam die Familie nach Jena, wo er bis 1938 Hochschullehrer war.
Nach dem Ersten Weltkrieg wurde Glaue Mitbegründerin der DDP. Von 1919 bis Mai 1920 gehörte sie für ihre Partei dem Landtag von Sachsen-Weimar-Eisenach an. In Jena engagierte sie sich auch sozial und wurde in den 1920er Jahren Mitglied des Zentraldirektoriums des Patriotischen Instituts vom Roten Kreuz (kurz Haupt-Frauenverein genannt). Von 1927 bis 1933 war sie Redakteurin der Blätter der Thüringer Frauenvereine vom Roten Kreuz. Nach der Pensionierung ihres Ehemannes 1942 zogen sie nach Überlingen.

## Schriften
- Das Schwärmen der jungen Mädchen. Eger, Leipzig 1914.
- Hundertzehn Jahre Haupt-Frauenverein Jena. Jena 1925.
- Schulandachten.